# Apocalypse (Primal Fear)
Apocalypse è il dodicesimo album in studio del gruppo musicale tedesco heavy/power metal Primal Fear, pubblicato il 10 agosto 2018 dalla Frontiers Records.

## Tracce
1. Apocalypse – 1:44
2. New Rise – 4:13
3. The Ritual – 4:05
4. King Of Madness – 4:25
5. Blood, Sweat & Fear – 4:55
6. Supernova – 5:21
7. Hail To The Fear – 5:05
8. Hounds Of Justice – 3:51
9. The Beast – 3:41
10. Eye Of The Storm – 8:00
11. Cannonball – 4:44
12. Fight Against All Evil (Bonus Track – Deluxe Version) – 4:24
13. Into The Fire (Bonus Track – Deluxe Version) – 4:33
14. My War Is Over (Bonus Track – Deluxe Version) – 4:42
15. Supernova (Orchestral Version) – 5:05

## Formazione
- Ralf Scheepers - voce
- Magnus Karlsson - chitarra
- Tom Naumann - chitarra
- Alex Beyrodt - chitarra
- Mat Sinner - basso, cori
- Francesco Jovino - batteria